# Plasmó de superfície localitzat

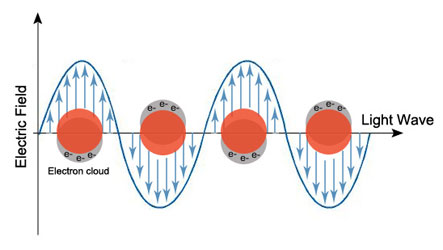
La llum incident sobre una nanopartícula metàl·lica fa que els electrons de la banda de conducció oscil·lin. Aquest és el plasmó de superfície localitzat.

Un plasmó de superfície localitzat (LSP) és el resultat del confinament d'un plasmó de superfície en una nanopartícula de mida comparable o menor que la longitud d'ona de la llum utilitzada per excitar el plasmó. Quan una petita nanopartícula metàl·lica esfèrica és irradiada per la llum, el camp elèctric oscil·lant fa que els electrons de conducció oscil·lin de manera coherent. Quan el núvol d'electrons es desplaça respecte a la seva posició original, sorgeix una força restauradora de l'atracció coulombica entre electrons i nuclis. Aquesta força fa que el núvol electrònic oscil·li. La freqüència d'oscil·lació ve determinada per la densitat d'electrons, la massa efectiva d'electrons i la mida i la forma de la distribució de càrrega. El LSP té dos efectes importants: els camps elèctrics propers a la superfície de la partícula es milloren molt i l'absorció òptica de la partícula té un màxim a la freqüència de ressonància del plasmó. La ressonància del plasmó superficial també es pot ajustar en funció de la forma de la nanopartícula. La freqüència del plasmó pot estar relacionada amb la constant dielèctrica del metall. La millora cau ràpidament amb la distància de la superfície i, per a les nanopartícules de metalls nobles, la ressonància es produeix a les longituds d'ona visibles. La ressonància plasmònica de superfície localitzada crea colors brillants en solucions col·loïdals metàl·liques.
Per a metalls com la plata i l'or, la freqüència d'oscil·lació també es veu afectada pels electrons dels orbitals d. La plata és una opció popular en plasmònica, que estudia l'efecte de l'acoblament de la llum a les càrregues, perquè pot suportar un plasmó superficial en una àmplia gamma de longituds d'ona (300-1200). nm), i la seva longitud d'ona d'absorció màxima es canvia fàcilment. Per exemple, la longitud d'ona d'absorció màxima de les nanopartícules de plata triangulars es va alterar canviant la nitidesa de la cantonada dels triangles. Va patir un canvi de blau a mesura que disminuïa la nitidesa de les cantonades dels triangles. A més, la longitud d'ona d'absorció màxima va patir un desplaçament al vermell a mesura que es va afegir una quantitat més gran de HAuCl 4 i la porositat de les partícules va augmentar. Per a les nanopartícules semiconductors, la màxima absorció òptica es troba sovint a la regió de l'infraroig proper i de l'infraroig mitjà.

## Propagació de plasmons de superfície
Els plasmons de superfície localitzats són diferents dels plasmons de superfície que es propagan. En els plasmons de superfície localitzats, el núvol d'electrons oscil·la col·lectivament. En la propagació de plasmons de superfície, el plasmó de superfície es propaga entre els extrems de l'estructura. Els plasmons de superfície de propagació també han de tenir almenys una dimensió propera o més llarga que la longitud d'ona de la llum incident. Les ones creades en la propagació dels plasmons de superfície també es poden ajustar controlant la geometria de la nanoestructura metàl·lica.

## Caracterització i estudi de plasmons de superfície localitzats
Un objectiu de la plasmònica és comprendre i manipular els plasmons de superfície a escala nanomètrica, de manera que la caracterització dels plasmons de superfície és important. Algunes tècniques que s'utilitzen amb freqüència per caracteritzar els plasmons de superfície són la microscòpia de camp fosc, l'espectroscòpia UV-vis-NIR i la dispersió Raman millorada a la superfície (SERS). Amb la microscòpia de camp fosc, és possible controlar l'espectre d'una nanoestructura metàl·lica individual a mesura que es canvia la polarització de la llum incident, la longitud d'ona o les variacions en l'entorn dielèctric.

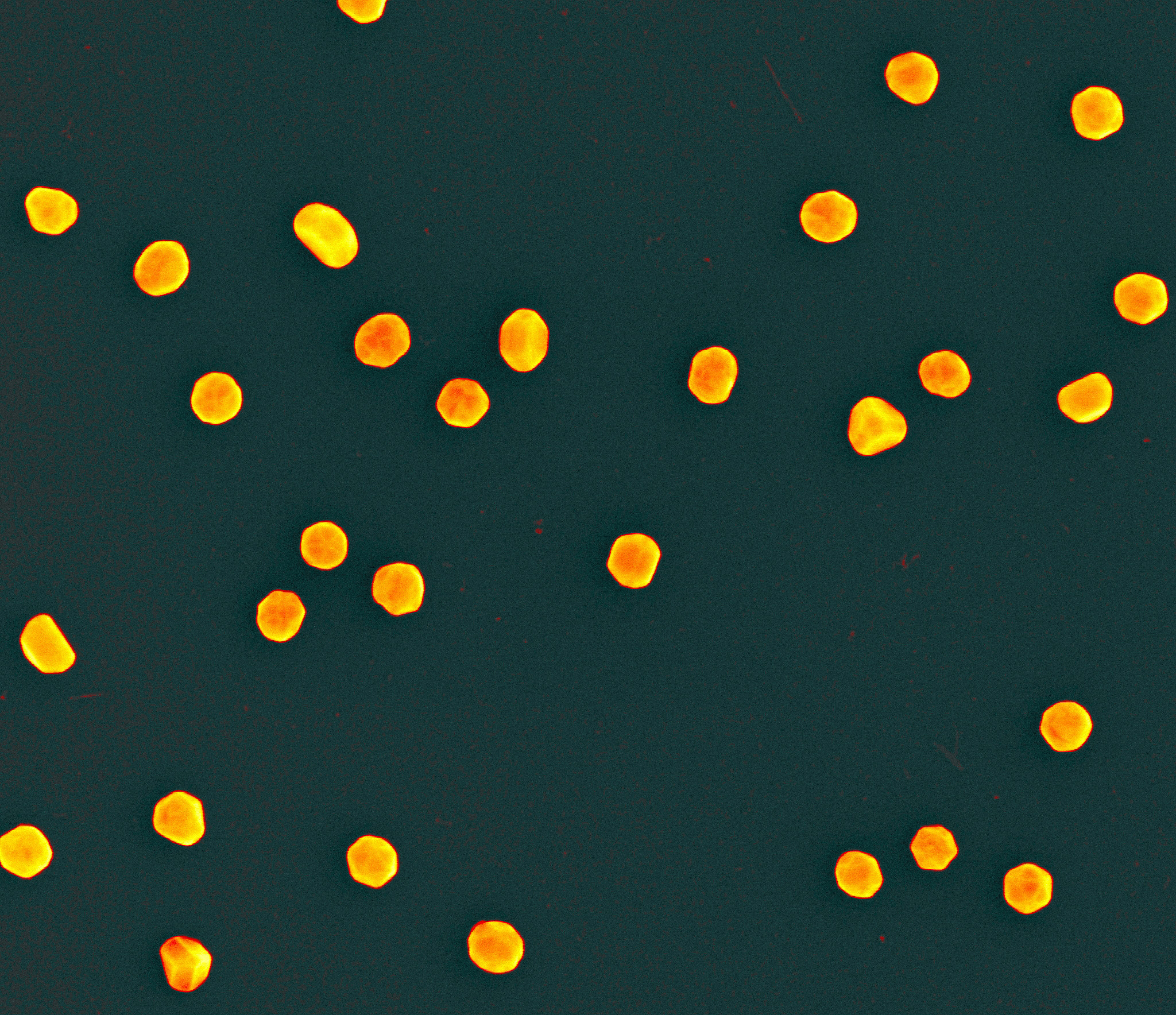
Les nanopartícules d'or, que es mostren aquí sota un microscopi electrònic d'escaneig, presenten fortes ressonàncies LSP.

## Aplicacions
La freqüència de ressonància plasmònica és altament sensible a l'índex de refracció de l'entorn; un canvi en l'índex de refracció provoca un canvi en la freqüència de ressonància. Com que la freqüència de ressonància és fàcil de mesurar, això permet que les nanopartícules LSP s'utilitzin per a aplicacions de detecció a nanoescala. A més, les nanopartícules que presenten propietats LSP fortes, com les nanopartícules d'or, podrien millorar el senyal en la detecció de ressonància plasmònica superficial. Les nanoestructures que presenten ressonàncies LSP s'utilitzen per millorar els senyals en tècniques analítiques modernes basades en l'espectroscòpia. Altres aplicacions que depenen de la generació eficient de llum per escalfar a nanoescala són l'enregistrament magnètic assistit per calor (HAMR), la teràpia fototèrmica del càncer i la termofotovoltaica. Fins ara, no s'han realitzat aplicacions d'alta eficiència amb plasmònica a causa de les elevades pèrdues òhmiques dins dels metalls, especialment en el rang espectral òptic (visible i NIR). A més, s'han utilitzat plasmons de superfície per crear súper lents, capes d'invisibilitat i per millorar la informàtica quàntica. Una altra àrea d'investigació interessant en plasmònica és la capacitat d'activar i "desactivar" els plasmons mitjançant la modificació d'una altra molècula. La capacitat d'encendre i apagar plasmons té conseqüències importants per augmentar la sensibilitat en els mètodes de detecció. Recentment, es va acoblar un cromòfor supramolecular amb una nanoestructura metàl·lica. Aquesta interacció va canviar les propietats de ressonància plasmònica de superfície localitzada de la nanoestructura de plata augmentant la intensitat d'absorció.